# Tamar Eytan

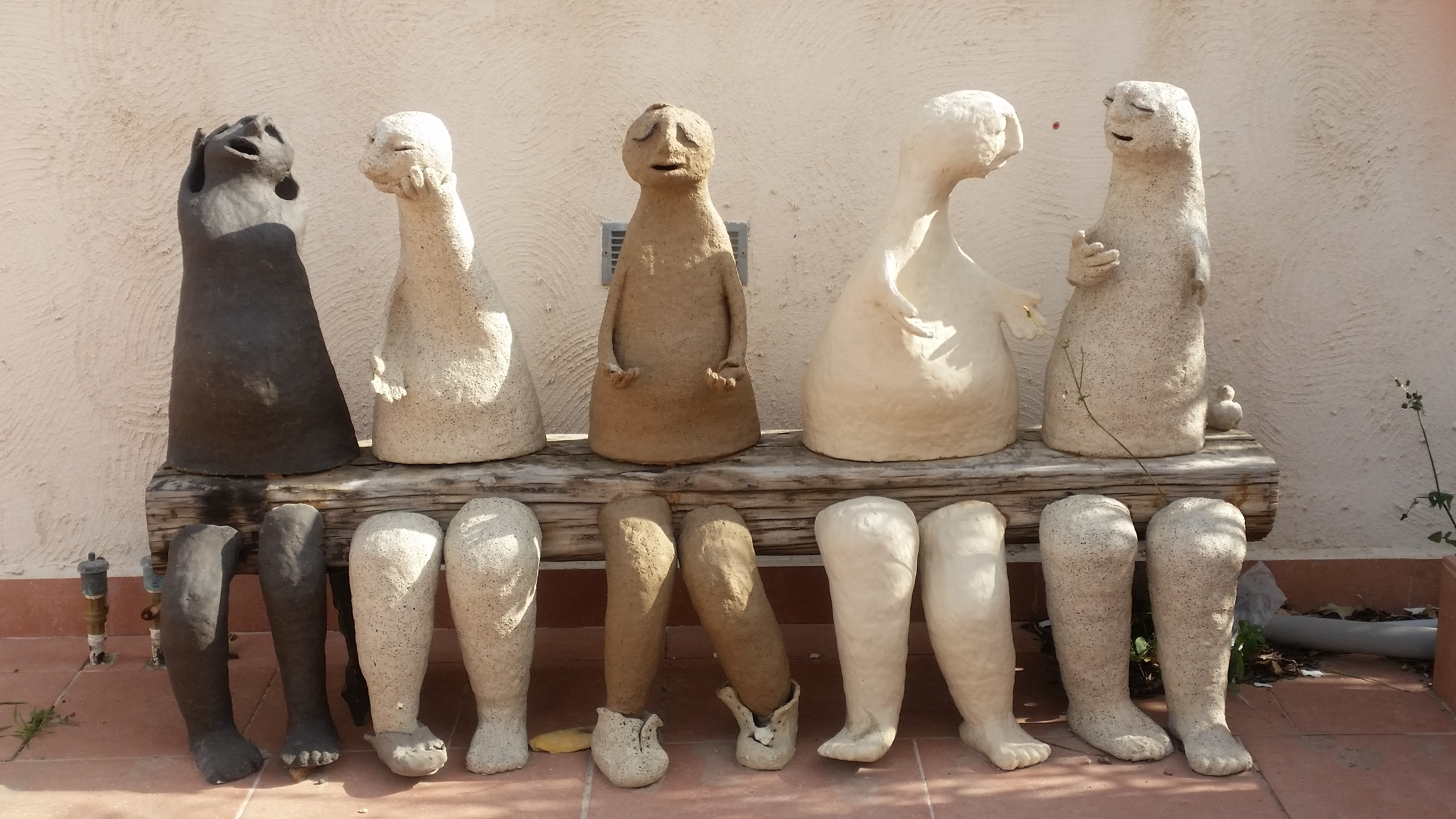
„Parlament”

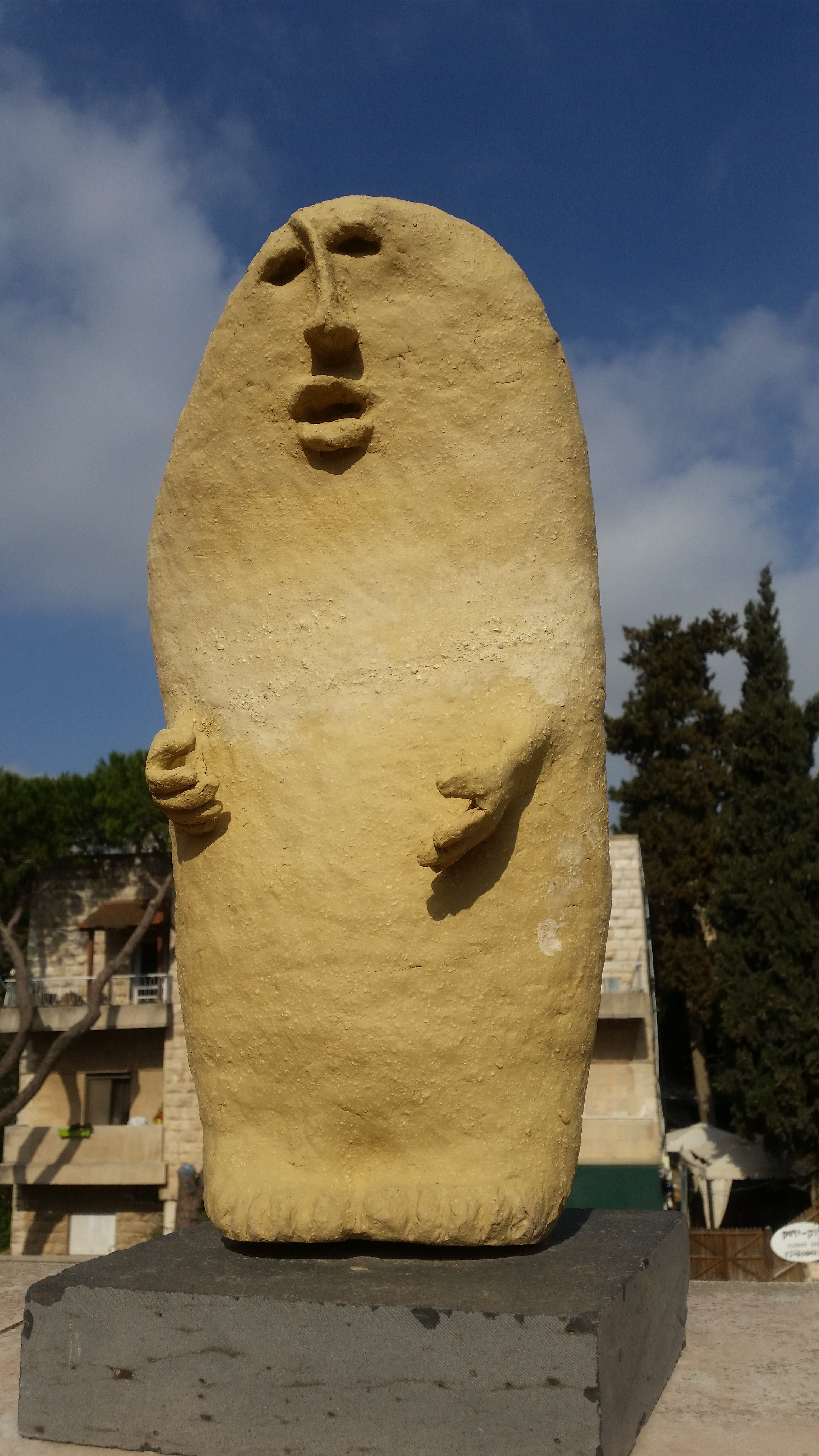
Rzeźba nagrobna

Tamar Brut-Eytan (hebr. תמר איתן)  (ur. 5 marca 1919 w Łodzi, zm. 5 stycznia 2020) – izraelska rzeźbiarka pochodzenia polskiego.

## Życiorys
Urodziła się jako Tamar Brut w Łodzi, w rodzinie syjonistów. Mając pięć lat wyjechała z rodzicami do mandatu Palestyny, gdzie zamieszkali w Tel Awiwie. Po ukończeniu szkoły podstawowej Geula uczyła się w Gimnazjum Herclija, w 1936 rozpoczęła naukę projektowania biżuterii i rzeźby w Akademii Sztuk Pięknych i Wzornictwa Besaleela. Nauczycielem rzeźby był Ze’ew Ben-Cewi, a wykłady z malarstwa prowadził Mordechaj Ardon. W 1938 wyjechała do Paryża, gdzie studiowała na École nationale supérieure des beaux-arts, po wybuchu II wojny światowej wróciła do mandatu Palestyny i zamieszkała w Alummot. W latach 1943–1946 służyła w armii brytyjskiej w Korpusie Pomocniczym Kobiet jako kreślarka, początkowo w Hajfie, następnie w klasztorze Bat Galim i w Tel el-Kebir w Egipcie. W Hajfie poznała oficera Hagany Jospeha Eytana, po ślubie zamieszkała w kibucu En ha-Szofet, gdzie pracowała w polu i nauczyła się krawiectwa. Po zakończeniu wojny studiowała rzeźbę w Instytucie Avni pod kierunkiem Moszego Sternshusa. W 1947 towarzyszyła mężowi w podróży do Stanów Zjednoczonych, studiowała w nowojorskiej Universal School of Handicrafts. Po wybuchu wojny o niepodległość powrócili na stałe do Palestyny. W 1959 razem z rodziną zamieszkała w Beer Szewie i otworzyła pracownię rzeźbiarską, po kilku latach założyła Wydział Rzeźby i Ceramiki w Kay College i była współtwórczynią miejskiego Centrum Sztuki. W 1971 przeprowadzili się do Jerozolimy i zamieszkali w dzielnicy Givat Ha Mivtar, Tamar Eytan tworzyła gobeliny w technice makramy oraz obrazy na płótnie, które są eksponowane w Muzeum Izraela. W 2009 ukazał się jej książka Tamar Eytan - punkt we wszechświecie. Jej prace były prezentowane na wystawach organizowanych w jej pracowni, a rzeźby wystawiano na jego dachu oraz w galerii w dzielnicy Nachlot. W 2015 wystawa jej prac Demon Cartier została zorganizowana w Tel Awiw Performing Arts Center.